# Macromitrium polygonostomum
Macromitrium polygonostomum är en bladmossart som beskrevs av Hugh Neville Dixon och Potier de la Varde 1927. Macromitrium polygonostomum ingår i släktet Macromitrium och familjen Orthotrichaceae. Inga underarter finns listade i Catalogue of Life.